# Шамблак
Шамблак (фр. Chamblac) насеље је и општина у северној Француској у региону Горња Нормандија, у департману Ер која припада префектури Берне.
По подацима из 2011. године у општини је живело 385 становника, а густина насељености је износила 18,42 становника/km². Општина се простире на површини од 20,9 km². Налази се на средњој надморској висини од 196 метара (максималној 204 m, а минималној 133 m).

## Демографија
| 1962. | 1968. | 1975. | 1982. | 1990. | 1999. | 2011. |
| ----- | ----- | ----- | ----- | ----- | ----- | ----- |
| 325   | 342   | 351   | 327   | 336   | 376   | 385   |

График промене броја становника у току последњих година